# Estoril Open 1994
L'Estoril Open 1994 è stato un torneo di tennis giocato sulla terra rossa.
È stata la 5ª edizione dell'Estoril Open, che fa parte della categoria ATP World Series nell'ambito dell'ATP Tour 1994,
Il torneo si è giocato all'Estoril Court Central di Oeiras in Portogallo, dal 28 marzo al 4 aprile 1994.

## Campioni

### Singolare
Carlos Costa ha battuto in finale  Andrij Medvedjev con il punteggio di 4–6, 7–5, 6–4

### Doppio
Cristian Brandi /  Federico Mordegan hanno battuto in finale  Richard Krajicek /  Menno Oosting per walkover